# Benoit Tranquille Berbiguier

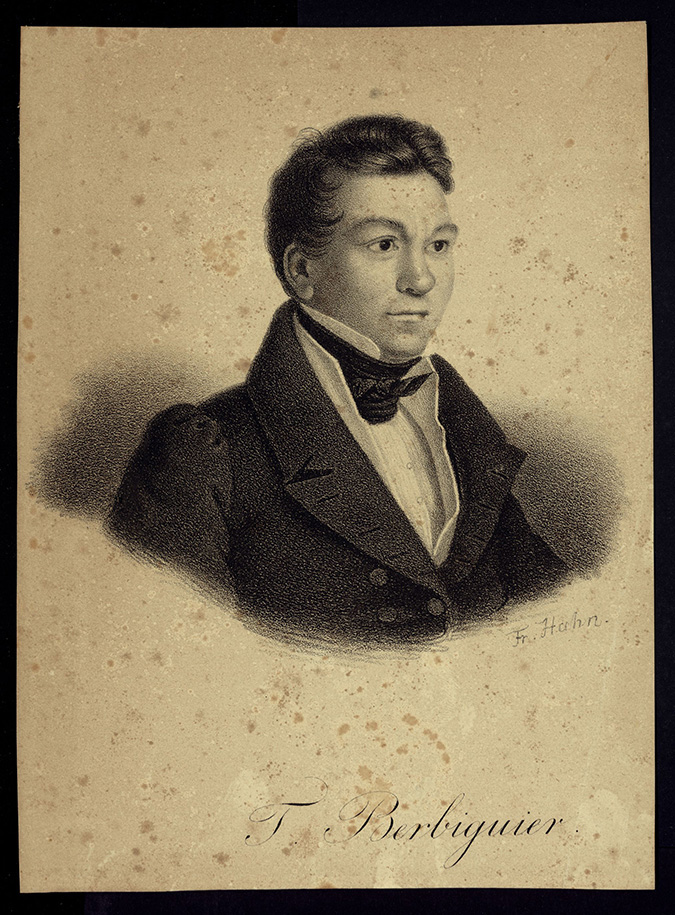
Benoit Tranquille Berbiguier

Antoine Benoit Tranquille Berbiguier (Caderousse, 21 december 1782 - Pontlevoy, 20 januari 1835) was een Frans fluitist en componist.
Al op jonge leeftijd leerde Berbigueier zichzelf fluit, viool en cello spelen. In 1805 ontsnapte hij van huis om tegen de wil van zijn familie in fluit te gaan studeren. Hij studeerde aan het Conservatoire Nationale de Musique in Parijs onder Johann Georg Wunderlich. Hij componeerde veel duetten voor fluit en cello, omdat een van zijn vrienden cellist was. Verder schreef hij 15 boeken met duetten, zeven concerten, zes grote solo's en zeven boeken met sonates, variaties, fantasieën, trio's en romances. Omstreeks 1818 werd zijn etudeboek voor fluit gepubliceerd. 

## Werken (onvolledig)
- 18 excercises pour la flûte
- 7 duo's, op. 28
- Duo, op. 76 nr. 1
- 3 Grands Duos, op. 61
- 6 duo's, op. 59
- 21 eenvoudige duo's
- Ouverture van de opera Semiramide van Gioacchino Rossini, arrangement voor 3 fluiten
- Méthode de flûte traversière
- Solo pour flûte
- Grandes études caracteristiques
- Nouvelle Méthode pour la Flûte

- Bibsys: 6038674
- Bibliothèque nationale de France: cb148227587 (data)
- CiNii: DA12202884
- Gemeinsame Normdatei: 10242487X
- International Standard Name Identifier: 0000 0001 1049 6896
- Library of Congress Control Number: n86002059
- Nationale Bibliotheek van Letland: 000298515
- MusicBrainz: 5f82f291-fb60-4018-a153-8ce7f8de0398
- Nationale Bibliotheek van Tsjechië: mzk2003208759
- Nationale Bibliotheek van Israël: 987007285103605171
- Nederlandse Thesaurus van Auteursnamen: 070320551
- Réseau des bibliothèques de Suisse occidentale: 02-A006333508
- Istituto Centrale per il Catalogo Unico: CFIV148082
- Système universitaire de documentation: 123247543
- Virtual International Authority File: 29797811
- WorldCat: E39PBJfGVxrQx8CYmpKkfvRR8C